# راه کارگر
سازمان راه کارگر یک سازمان سیاسی با مشی مارکسیستی و کمونیستی است که علیه نظام جمهوری اسلامی ایران فعالیت می‌کند. راه کارگر در شورای همکاری نیروهای چپ و کمونیست عضویت دارد.
این سازمان در ابتدا در سال ۱۳۵۸ با نام راه کارگر تأسیس شد، اما در سال ۱۳۶۱ نام خود را به سازمان کارگران انقلابی ایران (راه کارگر) تغییر داد. با این وجود به دلیل وقوع انشعاب در سازمان در سال ۱۳۸۸ و جدا شدن جمعی از اعضا که خود را هیئت اجرائی سازمان انقلابی کارگران ایران (راه کارگر) می خواندند، از سال ۱۳۸۸ بار دیگر از همان نام قبلی خود یعنی راه کارگر استفاده کرد.

## تاریخچه
سازمان راه کارگر در سال ۱۳۵۷ در جریان انقلاب بهمن ۱۳۵۷ از جمعی از اعضا و هواداران سابق چریک‌های فدایی و مجاهدینِ مارکسیست تشکیل شد که در زندان دیدگاه خود را نسبت به مبارزه مسلحانه تغییر داده بودند و مواضع ضد مائوئیستی اختیار کرده بودند. پس از انقلاب ۱۳۵۷، این افراد دور هم جمع شدند و دیدگاه‌های خود را در نشریه رسمی خود به نام «راه کارگر» منتشر کردند. آن‌ها در تحلیل خود، جمهوری اسلامی را حکومتی مذهبی – بناپارتیستی می‌دانستند. به دنبال آن در چهارم تیر ۱۳۵۸ با نام راه کارگر  رسماً اعلام موجودیت کردند.
راه کارگر، پیش از تبعید و بین سال‌های ۱۳۵۸ و ۱۳۶۰، در مخالفت با هر دو جریان اسلامگرایان لیبرال و بنیادگرا نقش کوچکی ایفا کرد. در این مقطع سازمان دچار انشعاب شد و برخی اعضای آن به حزب توده ایران پیوستند. در نیمه دهه ۶۰، سازمان راه کارگر کوشید خلأ ناشی از فروپاشی برخی سازمان‌ها را با ادغام گروه‌های کوچک‌تر و ارائه یک برنامه و سیاست منسجم پر کند، اما از آنجا که کل جنبش به نقطه از کار افتادگی و اضمحلال رسیده بود، به نتیجه نرسید.
در سال ۱۹۸۶ بخشی دو تن از مشاوران کمیته مرکزی از جمله محمد آزادگر و تعدادی از اعضای حزب توده که از شوروی به غرب مهاجرت کرده بودند به راه کارگر پیوستند.
در سال ۱۹۸۷ بخش دیگری از اعضای حزب توده که در شوروی تحت‌ عنوان «بیانیۀ ما» گرد یکدیگر آمده بودند، پس از مهاجرت به غرب، به سازمان راه کارگر پیوستند.
در سال ۱۹۹۶ به هنگام اختلاف‌نظر دربارۀ موضع‌گیری در قبال اصلاح‌طلبان سازمان راه کارگر رسماً از ۴ عضو خود خواست که این سازمان را ترک گویند، چرا که مواضع آن‌ها در چارچوب مواضع سازمان نمی‌گنجید. کنگره سال ۲۰۰۳ سازمان راه کارگر با رأی بسیار بالایی از تصمیم خود انتقاد کرد و اخراج این بخشی از اعضا را ناعادلانه نامید و تصمیم گرفته شد رسماً از این افراد معذرت‌خواهی شود و از آن‌ها دعوت به همکاری شود.

### وقوع انشعاب
سازمان راه کارگر در سال ۲۰۰۹ دچار انشعاب شد. مبنای انشعاب اساساً برپایۀ اختلافاتی صورت گرفت که از مدت‌های پیش پیرامون درک از تشکیلات و نوع سازمان‌یابی، رابطۀ آن با آزادی اندیشه و بیان مشروط یا غیرمشروط و به‌طور ویژه دربارۀ سازمان یک‌‌‌تاکتیکی یا چند‌تاکتیکی شکل گرفته بود. دو مقالۀ «گره‌گاه‌ها، ضوابط و منطق حاکم بر آن‌ها» نوشته تقی روزبه که شامل هفت پرسش‌ و پاسخ بود و متقابلاً پاسخ محمدرضا شالگونی به هفت پرسش بالا، با عنوان «اختلاف ما»، نشان‌دهندۀ زمینه‌ها و دلایل عمده انشعاب در سال ۲۰۰۹ بود.
در پی انتشار نامه‌ای درونی با امضای ۳۰ تن از اعضای راه کارگر، بخشی از اعضای این سازمان از جمله محمدرضا شالگونی و روبن مارکاریان نظر کمیتۀ مرکزی سازمان برای باقی‌ماندن در راه کارگر و بحث روی اختلافات در کنگرۀ راه کارگر را نپذیرفتند و به‌همراه بخشی از اعضای دیگر راه کارگر رهبری جدیدی را برای بخش منشعب راه کارگر به نام «هیئت اجرائی سازمان کارگران انقلابی ایران (راه کارگر)» تشکیل دادند.
پس از این انشعاب، سازمان راه کارگر در کنگرۀ ۲۰۰۹ خود اعلام کرد هیچ دلیل منطقی برای جدایی اعضای جداشده نمی‌بیند و از بخش منشعب دعوت کرد به سازمان برگردند. در همین کنگره راه کارگر خود را تشکیلاتی معرفی کرد که به ادعای خود تحمل جریانات و فراکسیون‌های گوناگون نظری را دارد و وجود گرایش‌های نظری گوناگون و چندگرایشیِ نظری در تشکیلات را که مرزبندی با جمهوری اسلامی داشته و برای سوسیالیسم از امروز تلاش کنند، از نقاط مثبت خود می‌داند و آن را نقطه‌ضعف به شمار نمی آورد.

## مواضع
علی‌رغم جدایی تشکیلاتی دو بخش راه کارگر تغییر خاصی در مواضع سیاسی و نظری‌شان به وجود نیامده و هر دو بخش گاهی در همکاری‌های مشترک از جمله «اتحاد چپ» و … با هم همکاری می‌کنند. به لحاظ سیاسی هیچ‌گونه اختلاف سیاسی یا ایدئولوژیک میان این دو سازمان وجود ندارد و علت تداوم جدایی اصرار بخش منشعب این سازمان به عدم تحمل گرایش‌های گوناگون نظری در یک سازمان چپ است.